# Manuel Hilario de Céspedes

Manuel Hilario de Céspedes y García-Menocal, (La Habana, 11 de marzo de 1944-26 de marzo de 2025) fue un obispo católico cubano. Fue obispo de Matanzas, entre 2005 a 2022.

## Biografía

### Primeros años y formación
Manuel Hilario nació el 11 de marzo de 1944, en La Habana, Cuba; en la familia del líder independentista cubano Carlos Manuel de Céspedes. Es hermano de otro ilustre sacerdote cubano, Carlos Manuel de Céspedes y García-Menocal.
Estudió en el Colegio de los Hermanos Maristas de la Víbora.
A inicio de la década de los 60, emigró a Puerto Rico, donde se graduó de ingeniero electrónico, pero en 1966 ingresó en el seminario para las vocaciones tardías de Caracas, Venezuela.

### Sacerdocio
Se ordenó sacerdote el 21 de mayo de 1972, incardinándose en la arquidiócesis de Caracas y desarrolló su ministerio en esa nación sudamericana durante 12 años antes de regresar a Cuba.
De regreso a la isla en 1984 fue incardinado a la diócesis de Pinar del Río donde fue párroco de minas de Matahambre; y de Nuestra
Señora de la Caridad y de San Francisco de Asís, en la ciudad de Pinar del Río. 
En esta diócesis, fue además miembro del consejo de redacción de la revista Vitral, editada por el centro de formación cívica y religiosa de Pinar del Río y que ha sido motivo de confrontación con el gobierno comunista del país. Se desempeñó también como canciller de la curia diocesana a partir del 2002 y como vicario general.

### Episcopado

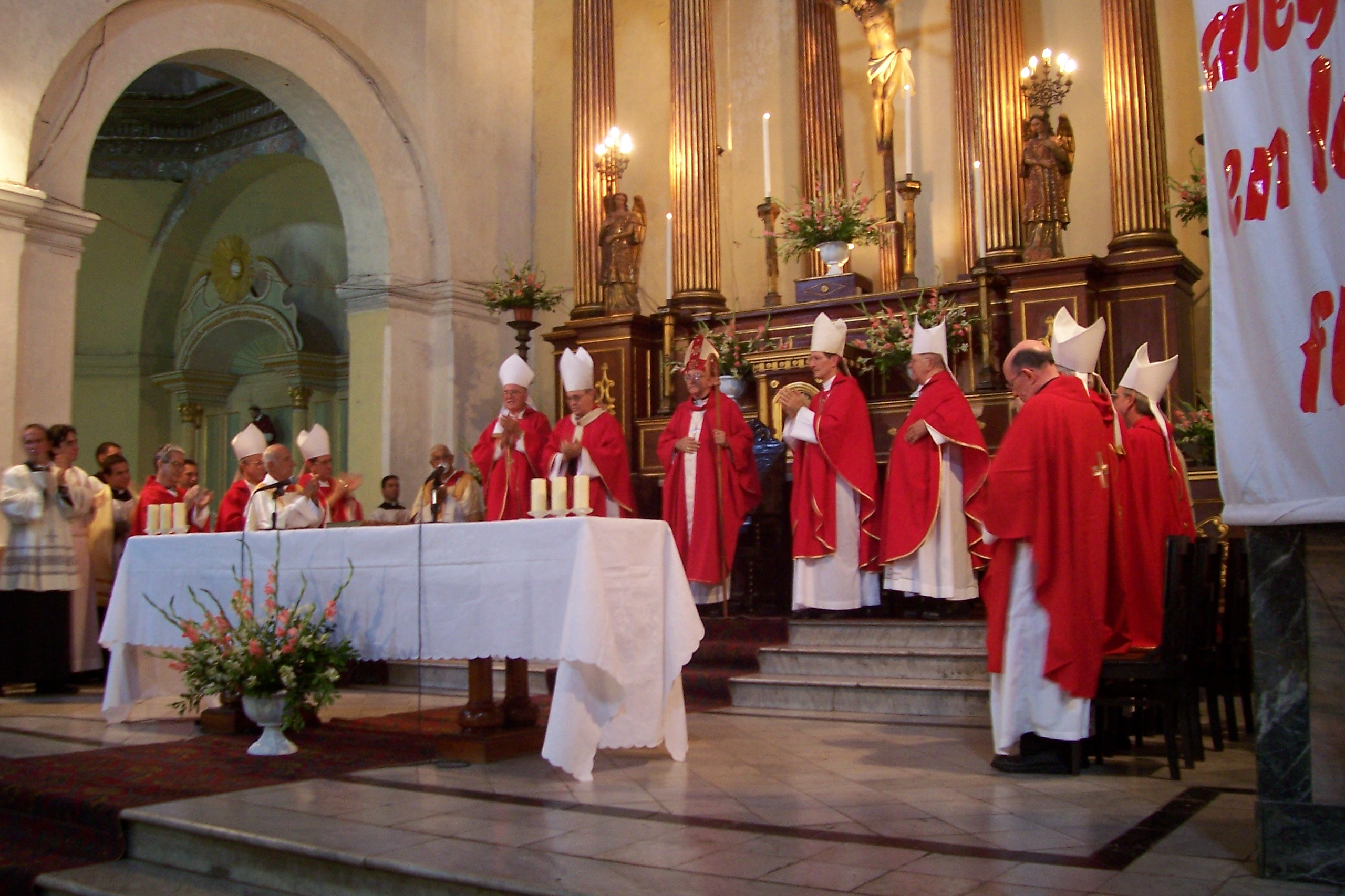
Toma de posesión (Mons. Manuel al centro)

Fue consagrado obispo en la catedral de Pinar del Río el 4 de junio de 2005 y toma posesión de su diócesis el 11 de junio de ese mismo año.